# Tower Bridge (Californië)
De Tower Bridge is een hefbrug over de Sacramento River in de Amerikaanse staat Californië. De brug verbindt de hoofdstad Sacramento in Sacramento County met West Sacramento in Yolo County. Vroeger maakte de Tower Bridge deel uit van de U.S. Route 40, voor die in Utah werd afgesneden. De brug maakt nu deel uit van de State Route 275 en wordt beheerd door Caltrans.
De brug was lange tijd zilver geverfd. Sinds juni 1976 is de Tower Bridge okergeel van kleur. In 2001 werd door de inwoners van de agglomeratie Sacramento beslist dat de brug goudkleurig geverfd diende te worden; dat gebeurde in 2002. De felgele Tower Bridge is een bekend symbool voor de stad Sacramento en staat sinds 1982 op het National Register of Historic Places.